# Estadio Kapten I Wayan Dipta
El Estadio Kapten I Wayan Dipta es un estadio multiusos ubicado en la provincia de Bali en Indonesia.

## Historia
Fue inaugurado en 1977 inicialmente con capacidad para 18000 espectadores, como la nueva sede del Bali United FC, equipo que anteriormente jugaba en Samarinda, aunque fue cerrado en 2008, fue reabierto dos años después, y renovado en 2017 para poder ser utilizado para partidos internacionales y su capacidad aumentó para más de 22000 espectadores.

## Servicios
El estadio cuenta con una tienda oficial del Bali United FC inaugurada el 19 de mayo de 2016 y localizada en la gradería sur del estadio, y en ella venden artículos relacionados con el club.
También cuenta con un marcador electrónico en una pantalla led para que el estadio se viera mejor el 12 de octubre de 2017 con fines comerciales, y el 5 de junio de 2018 abrieron un café que está abierto 11 horas diarias, además de un área de juegos.

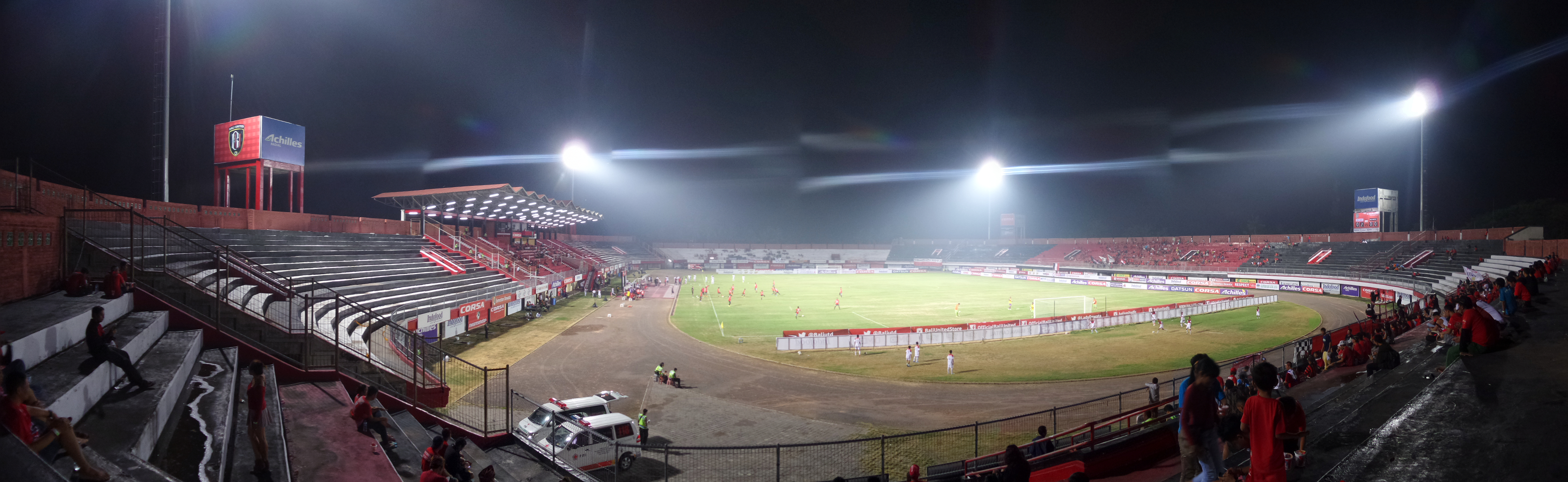
Panorámica del estadio.